# Mecoprop
Mecoprop oder Methylchlorphenoxypropionsäure (MCPP) ist ein Herbizid aus der Klasse der Wuchsstoffherbizide. Die Hauptanwendung ist gegen breitblättrige Unkräuter wie Disteln, Löwenzahn, Winden und Storchschnabel, gerichtet. Es wird oft in Kombination mit anderen ähnlichen Herbiziden wie 2,4-D, Dicamba oder MCPA eingesetzt.

## Isomerie
Mecoprop ist ein 1:1-Gemisch (Racemat) aus zwei Stereoisomeren, wobei das (R)-(+)-Enantiomer („Mecoprop-P“, „Duplosan KV“) die herbizide Aktivität besitzt.
| Isomere von Mecoprop |                                    |                      |
| Name                 | (R)-(+)-Mecoprop                   | (S)-(−)-Mecoprop     |
| Andere Namen         | Mecoprop-P                         |                      |
| Strukturformel       | Isomere von Mecoprop               | Isomere von Mecoprop |
| CAS-Nummer           | 16484-77-8                         | 25333-13-5           |
| CAS-Nummer           | 93-65-2                            |                      |
| EG-Nummer            | 240-539-0                          |                      |
| EG-Nummer            | 202-264-4, 230-386-8 (Racemat)     |                      |
| ECHA-Infocard        | 100.036.838                        |                      |
| ECHA-Infocard        | 100.002.060, 100.027.624 (Racemat) |                      |
| PubChem              | 185588                             | 85445                |
| PubChem              | 7153 (Racemat)                     |                      |
| Wikidata             | Q27145490                          | Q27145494            |
| Wikidata             | Q149452 (Racemat)                  |                      |

Das Antiauxin Clofibrinsäure ist ein Strukturisomer von Mecoprop.

## Weitere Verwendung
Mecoprop wird auch als Durchwurzelungsschutzmittel in Polymerbitumenbahnen verwendet.

## Zulassung
In einigen Staaten der EU waren Pflanzenschutzmittel mit racemischem Mecoprop zugelassen. Diese Zulassung wurde Anfang 2017 widerrufen. Das aktive Isomer Mecoprop-P ist in der EU zugelassen. Sowohl in Deutschland als auch in Österreich sowie der Schweiz sind Pflanzenschutzmittel zugelassen, die Mecoprop-P enthalten.

## Verwandte Verbindungen
Von Mecoprop sind verschiedene Salze und Ester bekannt:
- Mecoprop-dimethylammonium[9]
- Mecoprop-diolamin[10]
- Mecoprop-ethylhexyl[11]
- Mecoprop-ethyl[12]
- Mecoprop-isoctyl[13]
- Mecoprop-methyl[14]
- Mecoprop-Kalium[15]
- Mecoprop-Natrium[16]
- Mecoprop-trolamin[17]